# La Roche-Morey
La Roche-Morey település Franciaországban, Haute-Saône megyében. Lakosainak száma 297 fő (2022. január 1.). La Roche-Morey Molay, Bourguignon-lès-Morey, Cornot, Fleurey-lès-Lavoncourt, Fouvent-Saint-Andoche, Francourt, Lavigney, Malvillers, Vauconcourt-Nervezain és Villers-Vaudey községekkel határos.

## Népesség
A település népességének változása:
| Lakosok száma | 265  | 272  | 278  | 281  | 283  | 285  | 287  | 291  | 297  |
|               | 2013 | 2015 | 2016 | 2017 | 2018 | 2019 | 2020 | 2021 | 2022 |